# Пінський десант
Пінський десант відбувався 12—14 липня 1944 року, був здійснений силами Дніпровської військової флотилії в місто Пінськ у ході Білоруської операції 1944 року.
Після трьох тижнів наступу частини південного флангу радянських військ виходять на підступи до Пінська, котрий був добре укріплений; на підготовку операції по зайняттю Пінська відводилося 6 днів. На початку червня командуючий групою армій «Центр» генерал-фельдмаршал Ернст Буш отримує запевнення від пінського коменданта щодо неприступності міста, в чому переконався при особистому інспектуванні.

## Задум та підготування до операції
Біля Пінська займала оборону 2-га німецька армія (командуючий — генерал-полковник Вальтер Вайс) — її 23-й армійський корпус (командуючий — генерал інженерних військ Отто Тіман) — та 1-ша угорська кавалерійська дивізія (командував генерал-лейтенант Анталь Ваттаі). При наступі радянських військ в Білорусі оволодіння Пінськом було важким завданням, місто знаходилося посередині болотяної лісової місцевості на перехресті важливих стратегічних доріг; поза дорогами просування великих військових з'єднань не було можливим. Єдиним шляхом до міста наступаючим радянським військам 61-ї армії (командував генерал-лейтенант Павло Бєлов) 1-го Білоруського фронту проходив по долині річки Прип'ять, котра німецькими силами заздалегідь була підготована до оборони. Лобова атака загрожувала силам Червоної армії великими втратами та малими швидкостями просування вперед; окрім того, в Пінську знаходилися переправи, котрі мали стратегічну важливість.
За цих умов командир Дніпровської військової флотилії капітан першого рангу Віссаріон Григор'єв пропонує штабу 61-ї армії здійснити прихований перехід кораблів флотилії з Прип'яті Піною в Пінськ, обидва береги річки при цьому на 18-20 кілометрів були під контролем противника. Метою десанту було висадження в місті, скувати чимбільше німецьких сил та сплутати оборону; план висадки був схвалений командуючим фронту Костянтином Рокосовським.
До десанту виділявся 1326-й полк (полковник Павло Мощалков) 415-ї стрілецької дивізії 89-го корпусу (генерал А. Е. Яновський) — близько 600 чоловік, керував підполковник Георгій Молчанов, висадження мало відбуватися поешелонно. До операції мали бути включені партизанські загони бригади, котрими керував генерал Олексій Клещов. Партизани отримали завдання в ніч проведення десанту приховано ліквідовувати німецькі десанти німецькі дозори по шляху слідування кораблів. Оскільки план був побудований на несподіванці, артилерійська підготовка перед десантуванням не проводилася.
До загону висадки були включені кораблі 1-ї Бобруйської бригади річкових кораблів — командир бригади та командир десантування каперанг Степан Лялько — 7 артилерійських катерів та 5 катерів ППО. Окрім того, в загоні десантування були задіяні кораблі із загону артилерійської підтримки 3 плаваючі батареї та артилерійські катери, загін димового маскування та протимінного забезпечення, загін напівглісерів.

## Перебіг десантування
З настанням темряви 11 липня загін кораблів висадження з стрілецьким батальйоном на борту рушив на річку Піну до місця запланованої операції. 12 липня перед 3-ю ранку загін був таємно висаджений на причали річкового Пінського порту, після того полк швидко просувається в місто та займає прилягаючі квартали. Через 40-60 хвилин було висаджено ще 2 батальйони та протитанкова артилерія. Десантування стало повною несподіванкою для нацистських сил, виникла паніка; в нічному бою десантниками майже без втрат зі свого боку вбити до 200 вояків противника в зайнятих кварталах, котрі серед ночі вибігали на звуки стрілянини. Один з бронекатерів затонув в Ясельді біля села Почапово Пінського району, на БК-154 загинуло не менше 7 моряків
Становище змінилося на світанку — почалася німецька контратака, посилена підтягнутою піхотою з фронту — до двох полків — та танками. Під натиском німецьких сил десантники змушено полишають зайняті вночі будови, зайнявши оборону в густому парку, що прилягав до порту.
Загалом за дві доби десантники відбили в цілому до 25 атак, при цьому підбивши 12 танків та вбивши до 1000 німецьких вояків; в складі десанту бій вели звільнені в'язні нацистських концтаборів — до 200 чоловік.
Задля допомоги десанту направляється ще один загін річкових кораблів — 3 артилерійські кораблі з 450 бійцями десанту, при підході до порту вони були обстріляні німецькими танками. Два катери, що отримали найбільші ушкодження, команди спрямовують до причалу; вони затонули, не дійшовши до берега, завдяки їх малій посадці моряки змогли дістатися до берега та вступити в бій, третій катер зміг здійснити висадку безпосередньо на причал. Решта катерів після десантування залишилися в межах міста, забезпечуючи підтримку військам на березі артилерійським та кулеметним вогнем. До складу десанту входило і кілька груп коректувальників вогню з раціями, тому вогневу підтримку здійснювала і фронтова артилерія. Канатною дорогою через Піну та катерами велося неперервне постачання набоїв, командир десанту мав протягом всього ходу операції зв'язок зі штабом 61-ї армії.
Підрозділи 61-ї армії, що вели наступ по фронту, наштовхнулися на впертий опір та змушено воювали за кожний рубіж нацистської оборони, до кінця дня 13 липня залишався перед Пінськом лишався тільки укріплений пункт в містечку Пінковичі; разом із тим, затяті бої на передовій не дозволили німецьким силам зосередити сили, необхідні для знищення десанту. Окрім того, до міста підтяглися діючі в його околицях партизанські загони, та атакували нацистів на околицях Пінська та дорозі, котра вела до міста із заходу — це також призвело до розпорошення сил противника.
На світанку 14 липня до Пінська увійшли передові частини 397-ї стрілецької дивізії 61-ї армії, що наступала вздовж Ясельди та сполучилася із силами десанту; до 6-ї години ранку німецькі сили з міста відійшли.

## Результати боїв
Після зайняття Пінська швидкість наступу радянських сил на цьому відтинку фронту зросла, не останню роль в цьому відіграли ті мости через Піну, які завдяки діям десанту не були підірвані, а той що була спроба підірвати в умовах спішного відступу, був зруйнований лише частково — зруйнувався один прольот, тому вже до вечора 14 липня рух транспорту по ньому було відновлено.
Пінський десант є однією з найбільших десантних операцій Дніпровської флотилії, під час нього абордажем було зайнято майже 200 німецьких різновеликих суден; в умовах стрімкого наступу радянських військ план операції, оснований на несподіваності, себе виправдав. Втрати флотилії склали 3 артилерійські катери та 1 катер-тральщик затонули від обстрілу німецькою артилерією.
Після звільнення Пінська радянські сапери дістали із землі близько 5 тисяч мін та 400 фугасів.

## Вшанування
За взяття Пінська 10 морякам Дніпровської річкової флотилії та одному бійцю 61-ї армії присвоєні звання Героя Радянського Союзу, сама Дніпровська річкова флотилія нагороджена орденом Червоного Прапора.
На березі Піни в Пінську біля братської могили 172-ти загиблих учасників десанту та партизанів встановлений пам'ятник учасникам Пінського десанту — підійнятий з дна Піни затонулий бронекатер.
Іменем підполковника Георгія Молчанова названа вулиця в Пінську.
Герої-учасники боїв за Пінськ:
- Володимир Канареєв,
- Володимир Кирилов,
- Леонід Куколевський,
- Галлям Мурзаханов,
- Михайло Пономарьов,
- Геннадій Попов,
- Микола Сікорський,
- Олександр Столяров,
- Григорій Тупіцин,
- Олександр Якович,
- Тихін Калінін (посмертно).

В боях за Пінськ загинув Герой Радянського Союзу Олексій Куликов.